# Solaster dawsoni
Solaster dawsoni ist eine Art der Sonnensterne aus der Ordnung der Klappensterne (Valvatida), der im Nordpazifik verbreitet ist.

## Merkmale
Solaster dawsoni hat eine sehr große Mittelscheibe, an der 8 bis 16 (meist 11 oder 12) lange, spitz zulaufende Arme sitzen, oft mit nach oben gebogenen Armspitzen. Die Haut der Oberseite ist glatt und meist rot, orange, grau oder blass braun, manchmal mit noch blasseren Flecken.

## Fortpflanzung
Wie die meisten Seesterne ist Solaster dawsoni getrenntgeschlechtlich. Die Weibchen und Männchen geben zwischen März und Juni ihre Keimzellen ab, die an die Meeresoberfläche aufsteigen. Dort werden die Eizellen vom Sperma befruchtet. Es entwickeln sich Larven, die vom reichlichen Dotter der Eier leben und nichts fressen. Sie treiben als Teil des Zooplanktons mit den Meeresströmungen. Später sinken sie an den Meeresgrund, wo sie die Metamorphose zu jungen Sonnensternen durchmachen.

## Verbreitung und Vorkommen
Solaster dawsoni lebt im Nordpazifik in Tiefen bis zu 420 m, wo er von Japan, China und Sibirien über Alaska entlang der nordamerikanischen Pazifikküste bis Kalifornien vorkommt. Er tritt oft auf Felsen auf, ist aber auch auf anderen Untergründen zu finden. Es gibt zwei Unterarten: S. d. arcticus Verrill, 1914 in Ostasien und S. d. dawsoni Verrill, 1880 in Nordamerika.

## Ernährung

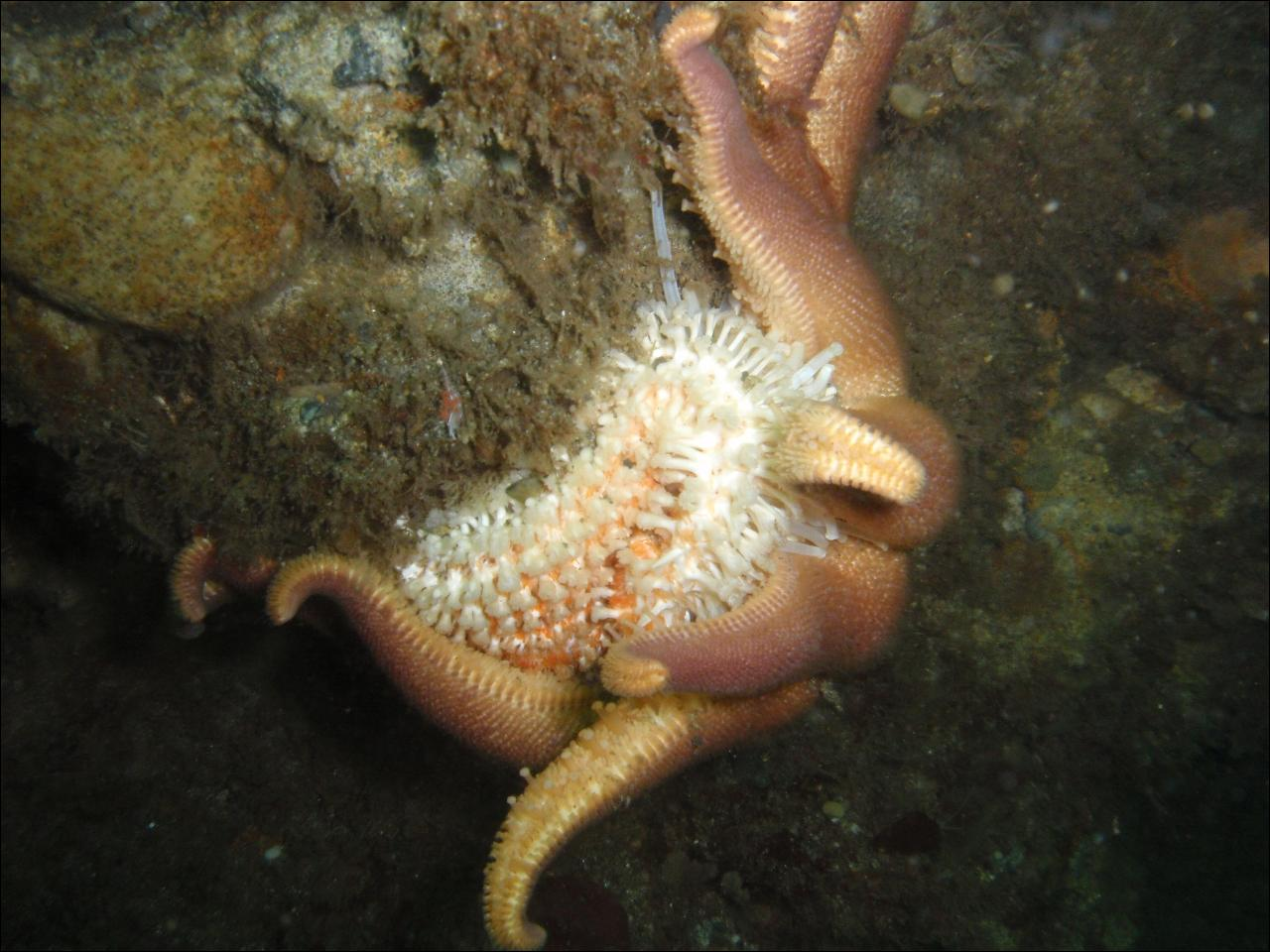
Solaster dawsoni mit Beute

Solaster dawsoni ist ein Fleischfresser, der sich in erster Linie von anderen Seesternen ernährt. In British Columbia besteht etwa die Hälfte seiner Beutetiere aus Ledersternen (Dermasterias imbricata), die zwar eine Fluchtreaktion zeigen, jedoch langsamer sind als Solaster dawsoni. Andere Arten wie Stylasterias forreri und Orthasterias koehleri wehren sich durch Armbewegungen und mithilfe ihrer Pedicellarien, so dass sie bisweilen entkommen. Pteraster tesselatus bläst sich zur Verteidigung auf und scheidet einen Schleim ab, was es Solaster dawsoni erschwert, den Beuteseestern zu ergreifen. Auch der sehr große Seestern Pycnopodia helianthoides ergreift vor Solaster dawsoni die Flucht und muss bisweilen einen Arm abwerfen, um sich zu retten. Weitere Beutetiere sind unter anderem Seegurken, darunter Cucumaria lubrica und Eupentacta quinquesemita. In Laborversuchen wird auch die Nacktkiemerschnecke Tritonia festiva angegriffen, doch entkommt sie dem Sonnenstern in der Regel durch Wegschwimmen. Auch Kannibalismus kommt bei Solaster dawsoni vor.